# 螻蛄
螻蛄 ，是多種地棲性節肢動物門昆蟲綱直翅目螻蛄科（學名：Gryllotalpidae}}）昆蟲的總稱。分布從地中海地區至中国大陆、日本、台灣中南部等地，南到澳洲東半部及美洲地區。
螻蛄有許多異名，如：𧕱 、螲、螜 ，俗稱蝲蝲蛄、天蝼、仙姑（仙蛄）、蜊蛄、鼫鼠，臺灣俗稱蠹蚍、度比仔，亦稱為剪鈕仔（「扒手」的台語）。香港稱土狗。常會與俗稱肚猴的台灣大蟋蟀混淆。

## 外形
體圓，頭大，背部茶褐色，腹面灰黃色，長約三公分，有兩對翅膀，有尾鬚。前肢有排小尖刺類似皇冠，善掘地，生活在泥土中。

## 習性
雜食性，嗜食農作物嫩莖，為稻麥害蟲。晝伏夜出，雄蟲每於日落黃昏時叫。

## 传说
记载于晋朝·干宝《搜神记·蝼蛄神》，太原郡人庞企曾担任过庐陵太守。他说他的以前曾被案件牵连入狱，可他没犯罪，但受不了严刑拷打，就只会被迫承认自己犯罪。在要等到案件将判决的时候，有只蝼蛄虫爬到他旁边，他就对蝼蛄虫说：“要是你有能力，能让我活下来就好了。”然后，他就把饭给它吃。蝼蛄吃完饭，离开一会就又回来，它身体还比原本大了些。他就觉得这蝼蛄虫有问题，就继续给它吃东西。反复了几十天后，蝼蛄虫长到大概猪那样大。到最后要给判决给庞企下死刑前，蝼蛄就在前一天夜里，在牢房墙脚挖洞，他就从洞里逃出去。在很久以后，他被大赦可以不被处死。那之后庞家代代在四季节日，在城里的路上祭祀蝼蛄。 

## 螻蛄屬群

### 蝼蛄亚科 Gryllotalpinae
- 族 Gryllotalpellini Cadena-Castañeda, 2015 (South America)
  - 属 Gryllotalpella
- 蝼蛄族 Gryllotalpini Leach, 1815 (World-wide)
  - 蝼蛄属 Gryllotalpa
- 族 Neocurtillini Cadena-Castañeda, 2015 (Americas)
  - 属 Leptocurtilla
  - 属 Neocurtilla
- 族 Triamescaptorini Cadena-Castañeda, 2015 (New Zealand)
  - Triamescaptor
- 地位未定 incertae sedis
  - †属 Pterotriamescaptor
  - †缅甸蝼蛄属 Burmagryllotalpa[8]Burmese amber, Myanmar, Cenomanian

### 掘蝼蛄亚科 Scapteriscinae
- 族 Indioscaptorini Cadena-Castañeda, 2015 (Indian Subcontinent)
  - 属 Indioscaptor
- 掘蝼蛄族 Scapteriscini Zeuner, 1939 (Americas)
  - 掘蝼蛄属 Scapteriscus
  - 新掘蝼蛄属 Neoscapteriscus

### †马钱德蝼蛄亚科 Marchandiinae
- †古拟蝼蛄属 Archaeogryllotalpoides Martins-Neto 1991 Crato Formation, Brazil, Aptian
- †白垩四棘蝼蛄属 Cratotetraspinus Martins-Neto 1997 Crato Formation, Brazil, Aptian
- †马钱德蝼蛄属 Marchandia Perrichot et al. 2002 Charentese amber, France, Cenomanian
- †属 Palaeoscapteriscops Martins-Neto 1991 Crato Formation, Brazil, Aptian

### 地位未定Incertae sedis
- †矩形三指蝼蛄 Tresdigitus rectanguli Xu, Fang & Wang, 2020[9]Burmese amber, Myanmar, Cenomanian

## 圖片

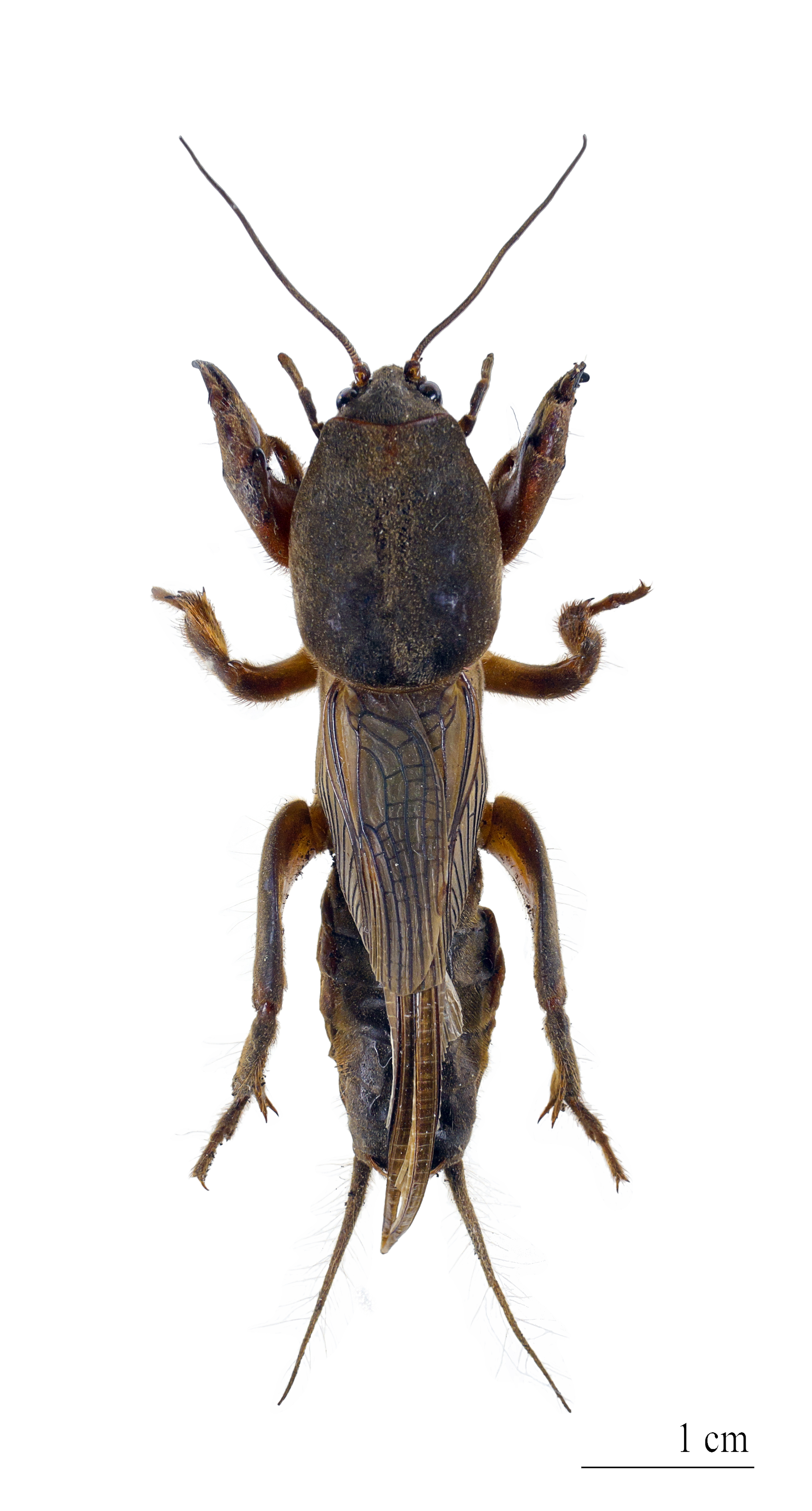
歐洲螻蛄（Gryllotalpa gryllotalpa）
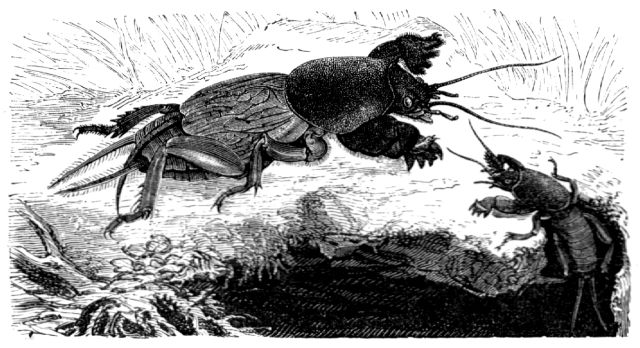
歐洲螻蛄
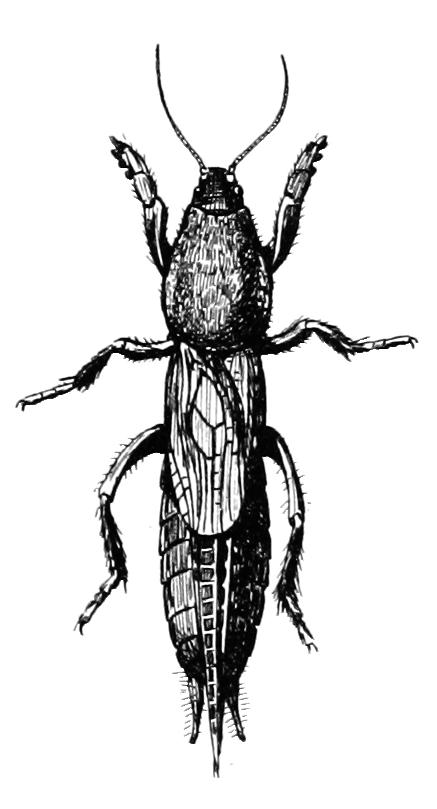
六指螻蛄（六刺短螻蛄/美國螻蛄）

## 註解
1. ↑  「螻蛄」，拼音：，注音：，粤拼：，音同「樓姑」
2. ↑  「𧕱」，拼音：，注音：，南京官话：，粤拼：，音同「轄」
3. ↑  「螲」，拼音：，注音：，南京官话：，粤拼：，音同「窒」
4. ↑  「螜」，拼音：，南京官话：，音同「斛」

## 延伸阅读
[在维基数据编辑]
 《欽定古今圖書集成·博物彙編·禽蟲典·螻蛄部》，出自陈梦雷《古今圖書集成》

## 外部連結
- Mole Cricket Knowledge Base at University of Florida / Institute of Food and Agricultural Sciences
- On the University of Florida / Institute of Food and Agricultural Sciences Featured Creatures website
  - mole crickets, Scapteriscus spp. （页面存档备份，存于）
  - mole cricket nematode （页面存档备份，存于）
  - Larra spp., mole cricket hunters （页面存档备份，存于）